# Jimmy McCulloch
Jimmy McCulloch (Glasgow, 4 de junio de 1953 - Londres, 27 de septiembre de 1979) fue un guitarrista escocés, principalmente conocido por tocar la guitarra principal en el grupo Wings de Paul McCartney desde 1974 hasta 1977. Antes de eso, McCulloch había sido miembro de la banda psicodélica One in a Million (de Glasgow), cuando tenía 11 años de edad, cuando la banda era conocida como The Jaygars, Thunderclap Newman y Stone the Crows.
También hizo apariciones en una serie de discos, incluyendo Whistle Rymes de John Entwistle, en 1972, como guitarrista tocando junto a Peter Frampton en dos temas - «Apron Strings» y «I Feel Better». McCulloch fue amigo de The Who, y su banda Thunderclap Newman fue creada y producida por Pete Townshend.

## Biografía
En 1972, con dieciocho años, McCulloch se unió a la banda de blues rock Stone the Crows, en sustitución del guitarrista Les Harvey, quien había muerto electrocutado en el escenario. McCulloch ayudó a Stone the Crows a completar su álbum Ontinuous Performance, ensayando en las pistas «Sunset Cowboy» y «Good Time Girl».
Después de separarse de Stone the Crows en 1973, McCulloch tuvo una corta estadía en Blue y tocó la guitarra en el primer álbum de Brian Joseph Friel, bajo el seudónimo de The Phantom (‘el fantasma’), antes de unirse a Wings en abril de 1974. El tema debut de McCulloch con Wings fue «Junior's Farm».
El principal instrumento de McCulloch normalmente era la guitarra, de vez en cuando tocaba el bajo cuando McCartney tocaba el piano o la guitarra acústica, además cuando Linda McCartney tocaba solo los sintetizadores y el piano eléctrico, McCulloch toca el piano acústico. En septiembre de 1977, McCulloch abandonó Wings para unirse a los Small Faces. La estancia de McCulloch con Small Faces no duró mucho y poco después de salir, tocó en una banda llamada Wild Horses, con Brian Robertson, Jimmy Bain y Kenney Jones.
La última banda de McCulloch fue The Dukes. Su última canción grabada, «Heartbreaker», apareció en su único disco, The Dukes.
McCulloch murió de una sobredosis de heroína en 1979 en su apartamento de Maida Vale, Oeste de Londres. Tenía 26 años. Anteriormente, había compuesto la canción contra la droga, «Medicine Jar», en el álbum de Wings Venus and Mars, y la similar «Wino Junko», en Wings at the Speed of Sound.